# 34317 Fabianmak
34317 Fabianmak è un asteroide della fascia principale. Scoperto nel 2000, presenta un'orbita caratterizzata da un semiasse maggiore pari a 3,0293656 au e da un'eccentricità di 0,1462729, inclinata di 9,18318° rispetto all'eclittica.